# Otzweiler
Otzweiler es un municipio situado en el distrito de Bad Kreuznach, en el estado federado de Renania-Palatinado (Alemania). Tiene una población estimada, a fines de enero de 2023, de 198 habitantes.
Forma parte de la mancomunidad de municipios (verbandsgemeinde) de Kirner Land.
Está ubicado en el centro del estado, al oeste de la ciudad de Maguncia —la capital del estado— y a poca distancia de la orilla del río Nahe, un afluente del Rin por la izquierda.